# De Hedendaagsche Vrouw
De Hedendaagsche Vrouw (Frans: La femme contemporaine) was een tentoonstelling die in 1914 werd gehouden in Antwerpen.

## Achtergrond
In 1913 werd in Amsterdam de tentoonstelling De Vrouw 1813-1913 gehouden, ten tijde van het hoogtepunt van de eerste feministische golf. In de tentoonstelling werd teruggekeken op wat de vrouw in de voorgaande eeuw had bereikt en werd gekeken naar het leven en positie van de vrouw in 1913. Op verschillende afdelingen werd aandacht geschonken aan onder andere beeldende kunsten en vrouwenkiesrecht.
In 1914 nam België het stokje over, in de Stadsfeestzaal aan de Meir in Antwerpen vond van 16 mei tot 16 juni 1914 de tentoonstelling De Hedendaagsche Vrouw plaats. De arts Isala Van Diest was erevoorzitter van het organiserend comité. Er werden internationale gasten uitgenodigd, onder wie de Franse schrijfster Lya Berger en actrice Sarah Bernhardt, die een voordracht verzorgde. 
Afdelingen
De tentoonstelling was verdeeld in verschillende afdelingen: schone en decoratieve kunst, letterkunde, huishouden, mode, onze kanten, staatsbeambten, stielen en nijverheid, onderwijs, universiteit en laboratoria en sociale werken. Elke afdeling stond onder leiding van een afgevaardigde uit het uitvoerend comité. Op de afdeling 'Universiteit en laboratorium' konden publicaties van vrouwelijke geneeskundigen worden ingezien, maar ook materialen voor ziekenverpleging. Op de afdeling decoratieve kunst werden onder meer hand- en borduurwerken en aardewerk getoond. De afdeling schone kunsten toonde werken van kunstschilders en beeldhouwers, onder wie Berthe Art, Henriëtte Calais, Berthe Centner, Hélène Cornette, Louise De Hem, Wiza de Jans, Alice Eckermans, Alice Hölterhoff-de Harven, Marie Antoinette Marcotte, Alice Ronner, Juliette Samuel-Blum en Marie Wambach. Tijdens de tentoonstelling werd een internationaal schermtoernooi voor vrouwen gehouden.
De afdeling letteren stond onder voorzitterschap van Loveling. Ter gelegenheid van de tentoonstelling werd het boek De Belgische vrouw de Letterkunde - La femme belge dans la Littérature - 1870-1914 uitgebracht. Het boek was het eerste initiatief op nationaal niveau dat Belgische schrijfsters bijeenbracht, in tegenstelling tot bijvoorbeeld de Nationale Tentoonstelling van Vrouwenarbeid in 1898 in Den Haag, had De Hedendaagsche Vrouw voor de letterkundige afdeling geen blijvende samenwerking van vrouwen tot gevolg.
Fabrikanten
Er waren tijdens de tentoonstelling diverse fabrikanten en leveranciers die hun waren aan de vrouw probeerden te brengen, waaronder japonnen van Vaxelaire-Claes, kant van de firma Galle uit Antwerpen, bedspreien en gordijnen van Donnez uit Antwerpen, boeken over de vrouwenbeweging van De Nederlandsche Boekhandel, meubels van Dangotte in Brussel, naaimachines van Bertrand en een complete keukeninrichting van AEG.
Affiche
Het tentoonstellingsaffiche toont twee wandelende vrouwen, gekleed in lange gewaden. De een draagt een krans, de ander een figuur van een engel. Op de achtergrond is de Antwerpse Onze-Lieve-Vrouwekathedraal te zien. Het affiche werd ook uitgebracht als zegel en ansichtkaart.